# Bathabile Dlamini
Bathabile Olive Dlamini (Nquthu, 10 september 1962) is een Zuid-Afrikaanse politica en anti-apartheid-activiste voor het Afrikaans Nationaal Congres (ANC).

## Loopbaan
Dlamini werd op 11 mei 2009 benoemd tot viceminister van Sociale Ontwikkeling en op 1 november 2010 minister van Sociale Ontwikkeling in de Zuid-Afrikaanse regering. Als voorzitter van het Interministerieel Comité (IMC) over gendergerelateerd geweld leidde zij de uitrol van het Gender Based Violence Command Center, een 24-uurs callcenter dat slachtoffers van gendergerelateerd geweld ondersteunde en begeleidde. Dlamini was ook voorzitter van het IMC voor het bestrijden van drugsmisbruik en het IMC voor de ontwikkeling van jonge kinderen.
Ze bleef de minister van Sociale Ontwikkeling van Zuid-Afrika van 2010 tot 2018 in de kabinetten Zuma I en Zuma II. In 2015 werd ze daarnaast ook verkozen als voorzitter van de ANC Women's League.
Tussen februari 2018 en mei 2019 was zij in functie als minister van Vrouwenzaken in het Kantoor van de President in het eerste kabinet van president Cyril Ramaphosa. Deze post was gecreëerd in het voorgaande kabinet-Zuma II en werd vóór Dlamini's aanstelling ingenomen door Susan Shabangu, die op haar beurt Dlamini's vorige ministerportefeuille overnam.

## Corruptie
In 2006 werden Dlamini en dertien andere ANC-parlementsleden, in wat de Zuid-Afrikaanse media het 'Travelgate'-schandaal noemden, beschuldigd van een procedure waarbij misbruik werd gemaakt van reisvouchers uit het parlement. In haar akte van beschuldiging stond dat zij wist dat de reischeques alleen voor luchtreizen konden worden gebruikt, maar niettemin door haar gebruikt werden om de kosten van hotelaccommodatie, autoverhuur en andere voordelen te dekken. Ze werd veroordeeld voor fraude nadat ze zich schuldig had gemaakt aan in totaal 245.000 Rand aan frauduleuze reisclaims.
In 2016 werd Dlamini ondervraagd door parlementsleden van de oppositie van de Democratische Alliantie nadat ze het bedrag van 753 Rand per maand verdedigde dat een begunstigde van een sociale toelage ontvangt als "genoeg om voldoende voedsel te kopen, evenals extra niet-voedingsproducten", terwijl ze zelf verbleef in hotels met kamerprijzen van 11.000 Rand per nacht. Eind 2016 aanvaardde ze ook een dienstwagen met een waarde van 1,3 miljoen Rand met voor haar plaatsvervanger, Hendrietta Bogopane-Zulu, een dienstwagen van 1,1 miljoen Rand. 
Midden mei 2017 verscheen minister Dlamini voor een parlementaire bijeenkomst waar ze onder meer werd ondervraagd over 1 miljoen Rand uitgegeven aan private VIP-beveiliging voor haar kinderen, betaald door het South African Social Security Agency SASSA. Reagerend op vragen over deze zeer onregelmatige regeling, antwoordde Dlamini: "Sommige mensen begrijpen de overheid beter dan anderen", en dat ze haar toevlucht moest nemen tot particuliere beveiliging vanwege het feit dat "overheidsprocessen een lange periode in beslag nemen". Ze beweerde verder dat, ondanks de VIP-bescherming die ze ontving via de Zuid-Afrikaanse politie, in haar huis bij drie verschillende gelegenheden was ingebroken.